# غابرييلا أنديرس
غابرييلا أنديرس (بالإسبانية: Gabriela Anders)‏ هي عازفة بيانو ومغنية أرجنتينية، ولدت في 17 مارس 1972 في بوينس آيرس في الأرجنتين.

## وصلات خارجية
- الموقع الرسمي
- غابرييلا أنديرس على موقع ميوزك برينز (الإنجليزية)
- غابرييلا أنديرس على موقع ديسكوغز (الإنجليزية)